# Günther Ziehl
Günther Ziehl (5. září 1913 Berlín – 20. července 2002 Künzelsau) byl německý podnikatel, majitel firmy Ziehl-Abegg, kterou založil jeho otec Emil Ziehl. Günther společnost zdědil a obnovil.

## Život

### Dětství
Narodil se 5. září 1913 v Berlíně Weißensee. V té době existovala firma jeho otce právě tři roky. Otec ho bral často s sebou do podniku a probudil v něm zájem o technické souvislosti.

### Nástup u společnosti Ziehl-Abegg
Po získání maturity v roce 1934 začal inženýrské studium na Vysoké škole technické v Berlíně Charlottenburgu. Otec mu v roce 1939, krátce před svou smrtí, udělil generální plnou moc ve firmě, v té době se připravoval na zkoušky. Generální plná moc platila výslovně i po úmrtí zakladatele firmy, a tak se ve věku 25 let stal vlastníkem a vedoucím společnosti Ziehl-Abegg. Jako student převzal odpovědnost za více než 1000 pracovních míst.
Několik týdnů po smrti svého otce získal diplom inženýra. Soustředil se na rodinnou firmu a prosazoval další rozvoj společnosti Ziehl-Abegg. Výroba v Berlíně Weißensee rostla tak, že na počátku 40. let 20. století velká část všech německých výtahových motorů byla dodávána společností Ziehl-Abegg.

### Konec války a obnova
Válku přečkala výrobní zařízení Ziehl-Abegg v Berlíně Weißensee z velké části nepoškozená. Po kapitulaci nacistického Německa mu byl majetek zabaven ruskými vojsky, následně byl vyzván k demontáži kompletních výrobních zařízení a jejich naložení na železniční vagóny. Vše se mělo převézt do Ruska. Hrozilo mu, že bude muset transport doprovázet a v Rusku opět spustit výrobu. Proto neviděl pro sebe a svou rodinu jiné řešení, než tajně uprchnout.
Firma byla demontována a vila v Berlíně zkonfiskována. Aby uživil svou rodinu, začal ve Füssenu pracovat jako dopravní dělník. Po večerech pak objížděl zemědělce v okolí, aby opravoval elektrické přístroje. Jako odměnu dostával potraviny. Díky své otevřenosti a znalosti elektromotorů se okruh zákazníků rychle rozrůstal. Proto v roce 1947 podal žádost oficiální registrace elektropodniku.
Spolehlivost společnosti Ziehl-Abegg v oblasti konstrukce a dodávky motorů vedla k tomu, že firma Stahl Aufzugstechnik opět navázala kontakt s rodinou Ziehl. Švábský podnik byl za účelem zabezpečení před spojeneckými bombami přeložen v době války ze Stuttgartu do města Künzelsau. Zde konstruktéři výtahů hledali spolehlivého odborníka v oblasti elektromotorů. Důležitým předpokladem použití názvu podniku a všech patentů bylo, že byl Günther Ziehl do konce války jediným jednatelem společnosti Ziehl-Abegg. Tato skutečnost usnadnila rychlý start podniku na výrobu motorů. K tomu přispělo také to, že Günther Ziehl měl při svém útěku možnost odvést také nespočetné konstrukční podklady. Od roku 1949 rostla společnost Ziehl-Abegg se sídlem v Künzelsau opět ve vážený podnik a vyvinula se ve spolehlivého dodavatele. Po zajetí byl Heinz Ziehl svým bratrem Güntherem povolán do nové společnosti Ziehl-Abegg. Oba bratři pokračovali ve vedení firmy.

## Dobrovolné angažmá
V Künzelsau se neustále angažoval v zájmu starších lidí. Byl jedním z hnacích motorů „domu setkání“, místa setkání seniorů a seniorek. K tomuto účelu poskytl budovu, kterou soukromě zakoupil. Každý rok organizoval návštěvy domovů důchodců okrsku, při kterých společně s královnami vín oblasti Hohenlohe přinášel také malé dárky. Tzv. „Dům setkání“ si tehdy získal celoněmecké ocenění, protože to bylo jedno z prvních zařízení svého druhu v Německu. Kromě toho se angažoval v celoněmeckých organizacích pro starší spoluobčany a přebíral zde také dobrovolné funkce. Za své angažmá byl vyznamenán Záslužným řádem Spolkové republiky Německo. Zemřel 20. července 2002 v Künzelsau.

## Další ocenění
Nový závod společnosti Ziehl-Abegg techniky pohonů a stávající radiální závod Ziehl-Abegg v průmyslovém parku Hohenlohe se od léta 2014 nachází na ulici Günther-Ziehl-Straße. Pojmenováním ulice po nejstarším synovi zakladatele firmy Emila Ziehla ocenili členové městské a obecní rady v interkomunální průmyslové zóně život a působení Günthera Ziehla.